# Парантропы
Пара́нтропы (Paranthropus, от др.-греч. παρα- — приставка со значением рядоположности, смежности — и ἄνθρωπος — человек), также известные как массивные австралопитеки, — род ископаемых высших приматов. Близки к австралопитекам, обнаружены в Южной и Восточной Африке: Кооби-Фора, Олдувай, Локалеи и во многих других местах раскопок. Несмотря на общее неформальное название и видовое название одного из известных видов (Paranthropus robustus), были некрупными гомининами — в 2025 году по анализу найденных костей ноги рост представителя P. robustus был определён в 1 метр, что меньше, чем у самки афарского австралопитека, известной как Люси, и ископаемых карликовых людей с острова Флорес. Для всех парантропов характерны широкое плоское (по некоторым оценкам, даже вогнутое, с грушевидным отверстием, отодвинутым за линию скул) лицо и очень крупные по сравнению с резцами и клыками премоляры и моляры, очень толстое твёрдое нёбо, пневматизация костей черепа и наличие внешнечерепных черт (как минимум у самцов).

## История открытия
Останки парантропов могут быть датированы периодом от 2,9 до 1 млн лет. Первая известная находка костей парантропа (верхняя челюсть, несколько отдельных зубов и обломки черепной коробки) относится к 1938 году и была сделана в пещерах Кромдраи в Южной Африке. Открыватель нового ископаемого примата Роберт Брум дал ему родовое имя Paranthropus, имеющее значение «рядом с человеком» и отражающее мнение учёного о том, что этот примат не входит в число прямых предков человека. Видовым именем robustus находка была обязана массивным элементам жевательного аппарата. К середине 1950-х годов кости Paranthropus robustus, датируемые периодом между 1,8 и 1,5 млн лет назад, были найдены ещё в двух локациях, расположенных недалеко от первой — в границах одной долины в 30 км от Йоханнесбурга. В 1949 году Брум, основываясь на различии в размерах зубов из Кромдраи и из пещер Сварткранс, также в Южной Африке, сделал вывод, что последние, более крупные, принадлежат представителю ранее не описанного вида, который назвал Paranthropus crassidens. Идеи Брума развил Джон Т. Робинсон, который, однако, рассматривал находки из Сварткранса и Кромдраи как относящиеся к одному и тому же виду. В XXI веке большинство специалистов считают P. crassidens синонимом P. robustus, однако изучение одной из найденных в Сварткрансе нижних челюстей позволило предположить, что они всё же относятся к другому виду, которому исследователи в 2025 году дали имя Paranthropus capensis.
В 1955 году в ущелье Олдувай (Танзания) были впервые обнаружены молочные зубы ранее не описанного вида парантропов — очень крупный моляр и маленький клык. Первый неполный череп парантропа, объём мозга которого оценили примерно в 500 см³, был обнаружен в 1959 году британским археологом Мэри Лики в этом же районе, в слоях олдувайской культуры. Муж и коллега Мэри Луис Лики первоначально рассматривал новую находку как принадлежащую новому биологическому роду, для которого предложил название Zinjanthropus, а новый вид назвал Zinjanthropus boisei. Однако уже через несколько лет зинджантропы были включены в ранее описанный род — австралопитеков или парантропов. В дальнейшем остатки Paranthropus boisei находили на значительном удалении друг от друга — от Консо в ЭФиопии на севере ареала до Малемы в Малави на юге.
Два самых древних массивных коренных зуба парантропа и каменные орудия типа ранний олдувай из местонахождения Ньяянга (Nyayanga), расположенного на полуострове Хома озера Виктория на западе Кении, датируются возрастом 2,9 млн лет (от 3,032 до 2,581 млн л. н.). Кроме того, там на фрагменте ребра одного бегемота был обнаружен глубокий порез, а на голени другого выявлена серия из четырёх коротких параллельных порезов.

## Ареал и место на эволюционной лестнице
В начале XXI века к парантропам принято относить три вида ископаемых африканских гоминин, известные по находкам в Южной и Восточной Африке:
- Paranthropus aethiopicus;
- Paranthropus boisei;
- Paranthropus robustus.

Вид Paranthropus aethiopicus (парантроп эфиопский), известный из Кении и Эфиопии (Локалеи и Омо), датируется возрастом около 2,7—2,5 млн лет назад; возраст наиболее ранней из точно датируемых находок (часть верхней челюсти и большеберцовая кость из Лаэтоли, Танзания) — соствляет 2,66 млн лет. Самый крупный вид — Paranthropus boisei (парантроп Бойса) — известен по стоянкам в Восточной Африке (Олдувай и Кооби-Фора), датируемым от 2,5 до 1,3 млн лет назад. Большинство известных находок этого вида сделаны вблизи озера Туркана.
В 1960-е годы в антропологии на некоторое время возобладала точка зрения, согласно которой различия между парантропами и австралопитеками недостаточно существенны, чтобы оправдать выделение первых в отдельный род. В результате таксон Paranthropus стали рассматривать как младший синоним таксона Australopithecus, выделяя внутри этого рода группы «массивных» и «грацильных» австралопитеков. В 1990-е годы этот взгляд, ведущими представителями которого были палеоантропологи Филлип Тобиас и Милфорд Уолпофф, был практически консенсусным в антропологических кругах, и даже существование отдельных видов в роде Australopithecus подвергалось сомнению. Однако впоследствии специалисты вернулись к идее выделения трёх видов парантропов в отдельную от прочих австралопитеков монофилетическую группу, основываясь на особо крупных размерах и форме коронок премоляров и моляров, высокой и исключительно широкой нижней челюсти, а также некоторых общих эволюционных характеристиках черепа. Все выделенные виды парантропов являются мегадонтами (обладателями очень крупных жевательных зубов с толстой эмалью); помимо них, в регионе, где находят их остатки, известен ещё один мегадонтный вид — австралопитек гари, — однако он примерно на 200 тысяч лет старше, чем самые ранние кости парантропов, и в отличие от них обладает крупными клыками.
Согласно современным представлениям об эволюции, род парантропы является наряду с родом люди потомком рода австралопитеки, будучи, таким образом, по отношению к предкам современных людей вымершей сестринской группой. В частности, высказывалось мнение, что эволюционные ветви Homo и Paranthropus разошлись от общего предка-австралопитека уже к середине плиоцена. Однако окончательно решённым вопрос о соотношении этих групп между собой и другими возможными вымершими родами приматов к началу 2010-х годов не считался.

## Палеоэкология
Жили парантропы в полузасушливых саваннах, с лесами по берегам рек и озёр. По прежним представлениям, напоминающие горильи крупные зубы и массивные челюсти парантропов, а также хорошо развитый сагиттальный гребень, служивший для крепления мощных жевательных мышц, свидетельствуют о питании грубой растительной пищей. Однако проведённые исследования заставили пересмотреть этот взгляд. Судя по форме износа зубной эмали парантропов Бойса, похожей на износ эмали у листоядных животных, и соотношению содержания в ней изотопов углерода, основную часть их растительной пищи составляли травянистые растения.
Анализ изотопов углерода, проведённый в 1994 году, показал, что Paranthropus robustus из Южной Африки потреблял в основном продукты C3 (например, плоды и листья деревьев), но также около 25 % ресурсов C4/CAM (например, тропические травы и осоки). Этот результат в значительной степени согласовывался с морфологическими данными и данными микроизноса зубов, предполагающими, что диета P. robustus включала твердые предметы, такие как орехи и семена. Однако спустя десятилетия было показано, что P. boisei из Восточной Африки ел почти 80 % растений C4/CAM, как современный травоядный примат из семейства мартышковых Theropithecus (гелада). Кроме того, соотношение содержания стронция и кальция свидетельствует в пользу того, что парантропы были не строго растительноядными, а всеядными и, возможно, потребляли в пищу больше мяса, чем древнейшие представители людей.
Выяснив количество стабильных изотопов кальция в эмали зубов у 18 парантропов (Paranthropus robustus), у 12 Australopithecus africanus и у 7 ранних Homo, представляющих в общей сложности 84 образца эмали (A. africanus, n = 28; P. robustus, n = 37; ранние Homo, n = 18), учёные пришли к выводу, что период грудного вскармливания у парантропов и африканских австралопитеков длился всего несколько месяцев, тогда как период грудного вскармливания у ранних Homo длился три-четыре года. Большие различия в размерах черепов и зубов в рамках одного вида рассматриваются как свидетельство социальной организации, известной как полигиния, при которой один самец контролирует группу более мелких самок.

### Прямохождение и вопрос использования орудий
Парантропы сохранили двуногую походку. Нет никаких доказательств изготовления парантропами орудий, хотя и не доказано также, что они не были способны их изготавливать. В слоях, где находили парантропов, также находили и каменные орудия, и костяные обломки. К тому же, кисть массивных австралопитеков была приспособлена для изготовления и применения орудий. С другой стороны, находимые вместе с костями парантропов каменные орудия могут указывать на то, что эти приматы были не их создателями, а добычей более развитых видов, в частности, человека умелого.